# Claus Bo Larsen
Claus Bo Larsen, né le 28 octobre 1965 à Odense, est un arbitre danois de football. Il débute en quatrième division danoise en 1988, officie en première division dès 1994. Il est arbitre international depuis 1996.

## Carrière
Il a officié dans des compétitions majeures : 
- Coupe du monde de football des moins de 20 ans 1999 (4 matchs)
- JO 2004 (2 matchs)
- Coupe d'Océanie de football 2004 (1 match)
- Coupe du monde de football des moins de 20 ans 2005 (4 matchs)
- Coupe du monde de football des clubs 2007 (1 match)
- Coupe du Danemark de football 2007-2008 (finale)
- Supercoupe de l'UEFA 2008